# 郴州
郴州（ちんしゅう）は、中国にかつて存在した州。隋代から民国初年にかけて、現在の湖南省郴州市一帯に設置された。

## 概要
589年（開皇9年）、隋が南朝陳を滅ぼすと、桂陽郡が廃止されて、郴州が置かれた。郴州は郴・臨武・盧陽の3県を管轄した。607年（大業3年）に州が廃止されて郡が置かれると、郴州は桂陽郡と改称された。
621年（武徳4年）、唐が蕭銑を平定すると、桂陽郡は郴州と改められた。742年（天宝元年）、郴州は桂陽郡と改称された。758年（乾元元年）、桂陽郡は郴州の称にもどされた。郴州は江南西道に属し、郴・義章・義昌・平陽・資興・高亭・臨武・藍山の8県を管轄した。
北宋のとき、郴州は荊湖南路に属し、郴・宜章・桂陽・永興の4県を管轄した。南宋のとき、興寧・桂東の2県を加えられた。
1277年（至元14年）、元により郴州は郴州路総管府に昇格した。郴州路は湖広等処行中書省に属し、録事司と郴陽・宜章・永興・興寧・桂陽・桂東の6県を管轄した。
1368年（洪武元年）、明により郴州路は郴州府と改められた。1376年（洪武9年）、郴州府は郴州直隷州に降格した。郴州直隷州は湖広省に属し、永興・宜章・興寧・桂陽・桂東の5県を管轄した。
清のとき、郴州直隷州は湖南省に属し、永興・宜章・興寧・桂陽・桂東の5県を管轄した。
1912年、中華民国により郴州直隷州は廃止され、郴県と改められた。